# Erich Behrendt (Soziologe)
Erich Behrendt (* 1957 in Marl) ist ein deutscher Sozial- und Kommunikationswissenschaftler. Er  lehrte Soziologie mit dem Schwerpunkt Empirische Methoden und Statistik an der Universität Duisburg-Essen und war Inhaber des Instituts für Medien und Kommunikation in Bochum.  Behrendt ist wissenschaftlicher Autor und war langjähriger Vorsitzender des Berufsverbandes Deutscher Soziologinnen und Soziologen. Seit 2019 hat er die Honorarprofessur für Digital Transformation and Leadership an der University of Applied Sciences Europe inne und leitet das An-Institut „wisnet innovation research institute e. V.“

## Leben
Erich Behrendt studierte Sozial- und Kommunikationswissenschaften an der Ruhr-Universität Bochum. An der Freien Universität Berlin promovierte Behrendt 1996 zum Thema „Lernen mit Multimedia“; er unternahm eine postgraduale Weiterbildung zum Trainer und Organisationsberater.

## Wissenschaftlicher und beruflicher Werdegang
Seit Anfang der 1980er Jahre ist Behrendt in Forschungsprojekten zum Einsatz digitaler Medien in Lernprozessen beteiligt, seit den 1990er Jahren beschäftigt er sich als Unternehmensberater mit neuen Lernformen und seit 2000 mit der Gestaltung von Geschäftsmodellen und Marketing von Wissensdienstleistern. Schwerpunkt seiner aktuellen Forschungs- und Beratungsarbeiten sind digitale Transformationsprozesse (Wirtschaft 4.0) und Arbeit 4.0.
Behrendt war Wissenschaftlicher Angestellter am Fachbereich Wirtschaftswissenschaft der Bergischen Universität/Gesamthochschule Wuppertal und lehrt an den Universitäten Bochum und Duisburg-Essen Methoden der empirischen Sozialforschung und Wissenschaftsmanagement. Eine Zusammenarbeit pflegte Behrendt mit Eckart Pankoke; später mit Petra Stein und Frank Faulbaum. Er war Inhaber und Leiter des Instituts für Medien und Kommunikation in Bochum, Köln, Berlin, Recklinghausen und kooperierte hierbei eng mit dem Berliner Soziologen Helmut Kromrey.
Behrendt ist Mitbegründer der Gesellschaft für Bildung und Beruf e.V. und aktuell dort als Bereichsleiter Research, Innovation und Communication tätig. Ab 2019 lehrt und forscht Behrendt zu digitalen Transformationsprozessen in Wirtschaft und Gesellschaft und neuen Arbeitsmodellen an der University of Applied Sciences Europe und leitet dort das wisnet Innovation research institute e.V.

## Vorsitzender des Berufsverbandes Deutscher Soziologinnen und Soziologen
Von 1998 bis 2009 war Behrendt 1. Vorsitzender des Berufsverbands Deutscher Soziologinnen und Soziologen. Während seiner Zeit als Vorsitzender konnte sich der Verband profilieren, u. a. durch regelmäßig stattfindende Tagungen für angewandte Soziologie. Behrendt war ferner Mitglied des Wissenschaftlichen Beirats des Fachinformationszentrum Chemie, Gutachter für drei Zertifizierungsgesellschaften im Rahmen der Akkreditierung neuer Studiengänge und war Mitglied einer Akkreditierungskommission.
Behrendt war von 1998 bis 2009 Mitglied der gemeinsamen Ethikkommission der Deutschen Gesellschaft für Soziologie und des Berufsverbandes Deutscher Soziologinnen und Soziologen. Er ist Mitglied im Editorial & Advisory Board von ScienceOpen.
Seit 2004 engagiert sich Behrendt für eine stärkere Berücksichtigung sozialwissenschaftlicher Kompetenzen bei der Entwicklung und Gestaltung von informationstechnischen Lösungen in der privaten Wirtschaft und öffentlichen Verwaltungen. Er ist Mitglied im Vorstand des wis-net e.V. und war von 2009 bis 2011 Präsident des networker NRW, dem IT Dachverband.